# Пелайо из Овьедо

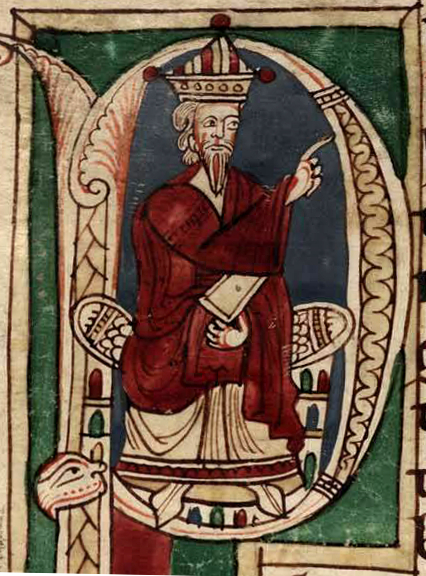
Лист из рукописи XII века, хранящейся в Национальной библиотеке Испании с текстом «Хроники королей Леона» Пелайо из Овьедо

Пелайо из Овьедо (умер 28 января 1153, Овьедо) — епископ города Овьедо и хронист. Автор «Хроники королей Леона».

## Биография
Был стороной в многочисленных судебных разбирательствах. В 1104 году посещал Рим.
Он спланировал свои похороны и оставил для себя место в соборе Овьедо, но внезапно умер при посещении Сантильяна-дель-Мар и в результате был похоронен там.

## Издания «Хроники»
- The World Of El Sid: Chronicles of Spanish Conquest, Manchester University Press, 2000, pp. 65—89.

## Переводы на русский язык
- Хроника королей Леона Архивировано 16 марта 2012 года. в переводе с англ. С. Железнова на сайте Восточная литература